# Ереклы
Ереклы (баш. Ерекле; в верховьях — Зириклы, по ГГЦ — Зирекле) — река в России, протекает по Башкортостану. Устье реки находится в 44 км по левому берегу реки Кидыш. Длина реки составляет 20 км. Устье реки запружено (водохранилище реки Кидаш у села Ахуново, ГУП Управление «Башмелиоводхоз», реконструировано в 1987 году (объём — 960 тыс. м³, площадь — 56,5 га)).
Начинается у восточного склона невысокой вершины Утанкташ (730,2 м), протекает возле заброшенного селения контрольный пункт № 6, горы Карасыер, возле несуществующего селения Жураковка пересекает дорога местного значения из Учалов. Возле горы Ереклы получает название на картах Ереклы. Пройдя у южного склона г. Караултау (467,6 м) подходит к селу Ахуново. Здесь её пересекает дорога из Учалов. Пройдя с севера с. Ахуново, река впадает в водохранилище на р. Кидыш.

## Данные водного реестра
По данным государственного водного реестра России относится к Иртышскому бассейновому округу, водохозяйственный участок реки — Тобол от истока до впадения реки Уй, без реки Увелька, речной подбассейн реки — Тобол. Речной бассейн реки — Иртыш.

## Населённые пункты
- Контрольный пункт № 6[1]
- Жураковка[1]
- Ахуново[4]

## Топографические карты
- Лист карты N-40-71 Малоучалинский. Масштаб: 1 : 100 000. Издание 1961 г. — исток
- Лист карты N-40-72 Ахуново. Масштаб: 1 : 100 000. Издание 1979 г. — устье